# باب بیمون
باب بیمون (انگلیسی: Bob Beamonl) (متولد ۲۹ اوت ۱۹۴۶ در نیویورک) ورزشکار آمریکایی رشتهٔ پرش طول است که در المپیک ۱۹۶۸ مکزیکوسیتی با پرشی به میزان ۸٫۹۰ متر رکورد جهانی این رشته را به میزان ۵۵ سانتیمتر ارتقا داد. رکورد وی ۲۳ سال دوام آورد تا اینکه در ۱۹۹۱ توسط مایک پاول شکسته شد. با این وجود، رکورد المپیک او هنوز پابرجاست و شکسته نشده‌است.

## رکورد المپیک
باب بیمون رکورد خود را در اولین پرش خود ثبت کرد (در پرش طول شرکت‌کنندگان فرصت ۶ پرش دارند) وقتی بلندگوی ورزشگاه میزان پرش او را اعلام کرد او که به واحدهای متریک آشنایی نداشت متوجه نشد که دقیقاً چقدر پریده‌است و وقتی هم‌تیمیش به او گفت حدود ۲ فوت بالاتر از رکورد جهانی پریده‌ای! بیمون شگفت‌زده دچار یک حمله کوتاه کاتاپلکسی شد که بر اثر شوک‌های احساسی ایجاد می‌شود. تصویر باب بیمون که روی زانوهای خود نشسته و صورتش را با دستهایش پوشانده و دو تن از رقبایش به او کمک می‌کنند تا بتواند روی پایش بایستد از تصاویر تماشایی این المپیک محسوب می‌شود.این رکورد شکنی غوغای زیادی را برانگیخت ومنتقدین آن را به رقیق بودن هوا در مکزیکو سیتی نسبت دادند، اما یک ریاضیدان استرالیایی با استفاده از یک مدل ریاضی مسئله را به نفع ورزشکار پایان داد.
مجله اسپرتز ایلوستریتد پرش رکوردشکن باب بیمون را یکی از پنج لحظه باشکوه ورزشی در قرن بیستم انتخاب کرده‌است.